# 鞍山广播电视台
鞍山广播电视台是中华人民共和国辽宁省鞍山市的市级广播电视台。